# Мілютінський сільський округ
Мілю́тінський сільський округ (каз. Милютин ауылдық округі, рос. Милютинский сельский округ) — адміністративна одиниця у складі Житікаринського району Костанайської області Казахстану. Адміністративний центр та єдиний населений пункт — село Мілютінка.
Населення — 710 осіб (2021; 1218 у 2009, 1152 у 1999, 1394 у 1989).
Станом на 1989 рік існувала Мілютінська сільська рада (село Мілютінка, селище Білий Аул).

## Склад
До складу округу входять такі населені пункти:
| Населений пункт | Старі назви | Населення, осіб (1989) | Населення, осіб (1999) | Населення, осіб (2009) | Населення, осіб (2021) |
| --------------- | ----------- | ---------------------- | ---------------------- | ---------------------- | ---------------------- |
| Білий, село     | Білий Аул   | 159                    | 49                     | -                      | -                      |
| Мілютінка, село | -           | 1235                   | 1103                   | 1218                   | 710                    |